# Matchless G12-serie
De Matchless G12-serie was een serie motorfietsen die het Britse merk Matchless produceerde van 1958 tot 1966. De machines waren bijna identiek aan de AJS 31. Matchless en AJS behoorden beiden tot Associated Motor Cycles, dat door middel van badge-engineering identieke modellen onder beide merknamen aanbood.

## Voorgeschiedenis
Associated Motor Cycles had in 1948 de 500cc-tweecilinders Matchless G9 en AJS Model 20 geïntroduceerd. Toen had het merk nog een voorsprong op de concurrentie omdat deze machines al behoorlijke achtervering hadden, terwijl de Triumph Speed Twin de gebrekkige Triumph sprung hub had en de BSA A7 het helemaal zonder achtervering moest doen. Al in 1950 bracht Triumph met de Triumph 6T Thunderbird een 650cc-model op de markt, terwijl BSA hetzelfde deed met de A10. Vanaf dat moment begon AMC een achterstand op te lopen, vooral op de belangrijke Amerikaanse markt. De 500cc-Matchless G9 voldeed goed op de smalle Britse wegen, maar de Amerikaanse importeur Frank Cooper zag zijn klanten verdwijnen en bracht in arren moede zelf de 550cc-Matchless G9B uit voor de Amerikaanse highways en ook om partij te kunnen bieden bij desert races. Het duurde tot 1956 eer AMC de 600cc-Matchless G11 / AJS Model 30 op de markt bracht door de Matchless G9/AJS Model 20 op te boren van 66 mm tot 72 mm. Het was echter duidelijk dat AMC uiteindelijk tot een 650cc-model moest komen.

## Matchless G12
Toen de 650cc-Matchless G12 in september 1958 op de markt kwam leverde men ook nog de 500cc-G9 en de 600cc-G11. Uit kostenoverwegingen werd geprobeerd zo veel mogelijk onderdelen van de G11 te gebruiken, waaronder het semi-dubbel wiegframe en de AMC-Teledraulic-telescoopvork. De machine was verder opgebouwd als de G11, met de olietank rechts onder het zadel en de 6 volt-accu en het gereedschapskastje links. De machine had net als de andere tweecilinders een buddyseat. 

### Motor
Het cilinderblok van de Matchless G11 bood niet genoeg ruimte om nog verder opgeboord te worden. Zo was constructeur Phil Walker gedwongen de slag zodanig te vergroten dat er een 650cc-motor ontstond. De grotere slag (79,3 mm in plaats van 72,8 mm) beperkte het toerental waardoor het vermogen niet veel hoger lag dan dat van de G11 en zelfs lager dan dat van de Matchless G11CSR. Het betekende ook dat het carter en de kast van de primaire ketting opnieuw ontworpen moest worden om ruimte te bieden aan de nieuwe krukas. Dat bood ook de mogelijkheid om een nieuwe Lucas-dynamo toe te voegen. Zoals de eerdere tweecilinders had de motor van de G12 gescheiden cilinders en cilinderkoppen, waardoor het blok breed werd. Dit vereiste een derde krukaslager in het midden, tussen de beide vliegwielen. Dit had niet alleen voordelen. Het derde lager gaf mogelijk de motortrillingen nog eens extra goed door aan het frame. Verder was het blok opgebouwd zoals in het Verenigd Koninkrijk inmiddels gebruikelijk. De beide nokkenassen lagen voor (uitlaat) en achter (inlaat) de krukas. De kleppen werden via stoterstangen en tuimelaars bediend. De ontsteking werd verzorgd door een Lucas K2F-magneet en de carburatie door een enkele Amal-Monobloc. De smering verliep via een dry-sumpsysteem waarvan de olietank onder het zadel zat. 

### Transmissie
De primaire ketting liep in een oliebad achter een geschroefd aluminium deksel. Via een rubberen transmissiedemper en de meervoudige droge plaatkoppeling en de Norton-vierversnellingsbak dreef de secundaire ketting het achterwiel aan.

### Rijwielgedeelte
Matchless hield aanvankelijk vast aan het semi-dubbel wiegframe, dat slechts één buis vanaf het balhoofd had, die zich onder het blok in tweeën splitste. In 1959, toen de machine de naam "G12 De Luxe" kreeg, werd dit frame vervangen door een echt dubbel wiegframe met twee buizen vanaf het balhoofd. Hoewel Matchless via AMC kon beschikken over de roadholder fork van Norton, hield men vast aan de vooroorlogse AMC-Teledraulic-telescoopvork. De eerste achterschokdempers (de "Candlesticks") waren inmiddels wel vervangen door de nieuwere "Jampots". Voor en achter zaten inmiddels volle naaf-trommelremmen. Een gebrek aan chroom was nog een nasleep van de oorlog geweest, maar vanaf 1958 bood MC weer volledig verchroomde velgen en spaken aan. Dat gold voor de G12, maar ook voor alle andere modellen die nog in productie waren.

## Matchless G12 De Luxe
Toen de Matchless G12 De Luxe in 1959 op de markt kwam, had de machine eigenlijk geen extra accessoires die de naam "De Luxe" konden verantwoorden. Het betrof feitelijk een aantal noodzakelijke verbeteringen die als kinderziekten van het oorspronkelijke model kunnen worden beschouwd. Zo werd het frame vervangen door een echt dubbel wiegframe en werd het carter om de trillingen binnen de perken te houden uitgevoerd in nodulair gietijzer. Ook werden de cilinderkoppen verbeterd. De machine werd opgegeven voor een topsnelheid van 100 mijl per uur. De machine werd populair op de Amerikaanse markt en dat was ook de belangrijkste reden waarvoor ze ooit ontwikkeld was. 

## Matchless G12 CS
De Matchless G12 CS (Competition Scrambler) was bedoeld als semi-terreinmotor, ontwikkeld voor de Desert Races in de Zuidelijke Amerikaanse staten Californië, Nevada en Arizona. Met de komst van dit model kreeg de Amerikaanse importeur Frank Cooper eindelijk de 650cc-machine waar hij al acht jaar om had gevraagd. Hij moest in de VS concurreren met de snelle en lichte 650cc-modellen van Triumph en BSA, die na de komst van de G12 CS nog steeds populair bleven. Het grootste voordeel voor de Matchless G12 CS was de superieure teledraulic-voorvork. De aluminium spatborden waren hoger geplaatst zodat een groter (21 inch) voorwiel gemonteerd kon worden. De  CS werd geleverd met een twee-in-een uitlaatsysteem. 

## Matchless G12 CSR
De typebenaming G12 CSR stond voor "Competion/Sprung/Roadster", zoals dat ook bij de overige Matchless-modellen gebruikelijk was, maar concurrenten noemden de machine ook spottend Coffee Shop Racer. Voor de ontwikkeling van dit model werd Jack Williams, die aan de ontwikkeling van de AJS 7R/Matchless G50 werkte, van dit project afgehaald. Zijn belangrijkste taak was oplossingen te vinden voor de olielekkages en de motortrillingen, maar hij moest de machine ook geschikt maken voor wegraces. Daarvoor verhoogde hij de compressieverhouding naar 8,5:1. Hij ontwikkelde ook het twee-in-een uitlaatsysteem en wijzigde de nokkenassen. Uiteindelijk kreeg de machine zelfs twee carburateurs. Ron Langston en Don Chapman wonnen in 1960 de Thruxton 500 lange-afstandsrace met de identieke AJS 31 CSR. In 1963 kreeg de G12 CSR de toevoeging "Monarch" (in de VS: "Apache") en de AJS werd "Hurricane" gedoopt. In 1964 kreeg de Matchless G12 CSR een Norton-frame en een Norton-telescoopvork.

## Einde productie
De productie van de G12-serie eindigde in 1966 toen het noodlijdende Associated Motor Cycles werd verkocht aan Dennis Poore. In de race om de pk's, nog steeds gefocust op de Amerikaanse Desert Races, had AMC in 1962 en 1963 een kleine serie opgeboorde G12's gebouwd, met een 738cc-blok dat de aanduiding Matchless G15/45 kreeg. Het getal "45" was bedoeld voor de Amerikanen: 750 cc=45 cubic inches. Deze machines, waarvan er slechts ongeveer 200 gemaakt werden, bleken op snelheid nog minder betrouwbaar dan snel gereden G12's. In 1965 werd als laatste redmiddel de Matchless G15-serie uitgebracht, nu met de complete aandrijflijn van de 750cc-Norton Atlas.

## Afbeeldingen

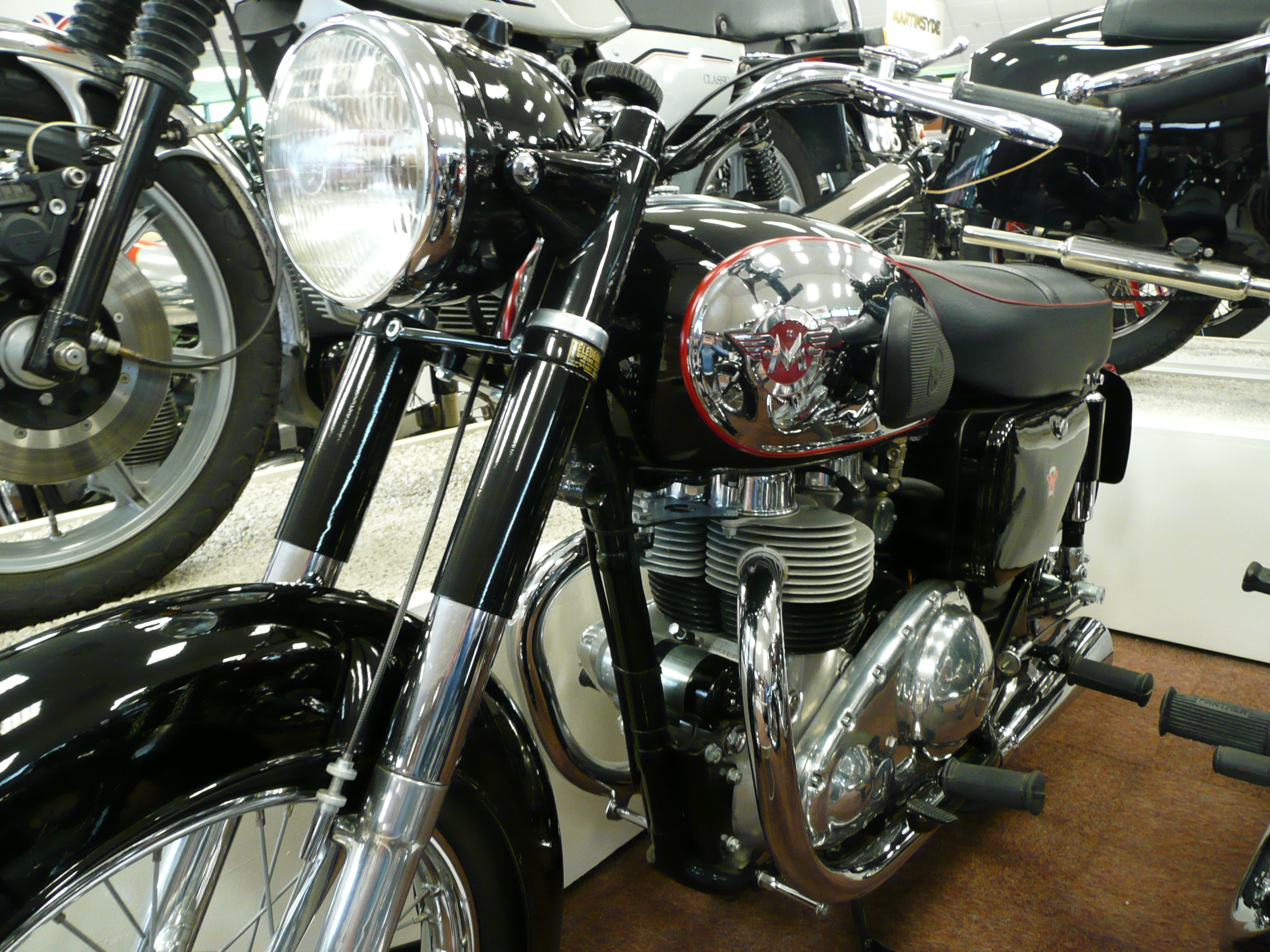
Vanaf 1958 was er weer volop chroom beschikbaar en dat was aan de G12 goed te zien.
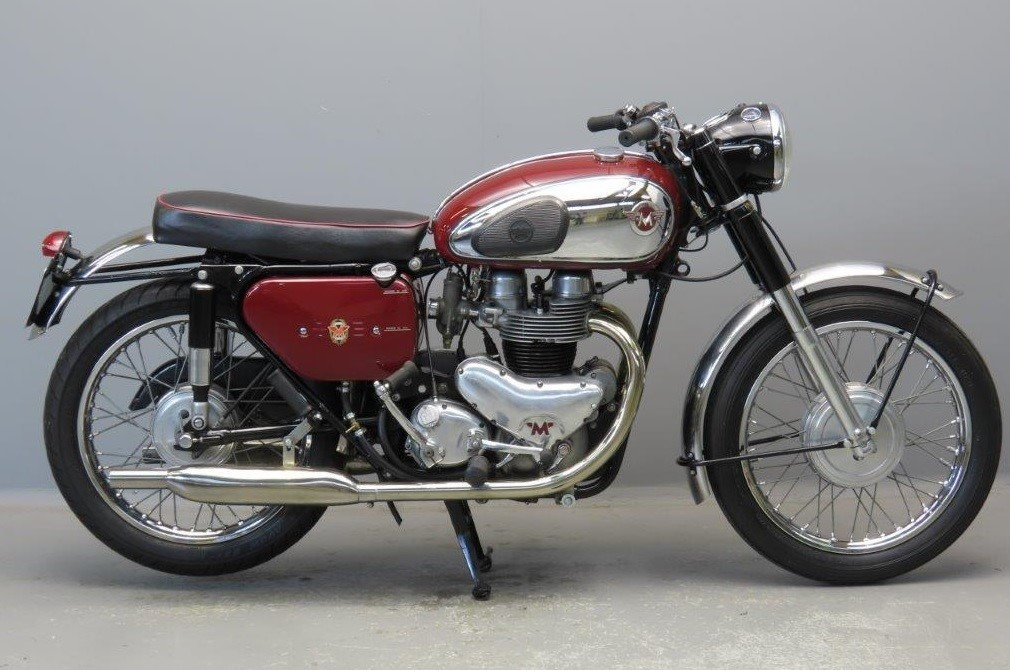
Matchless G12 uit 1961
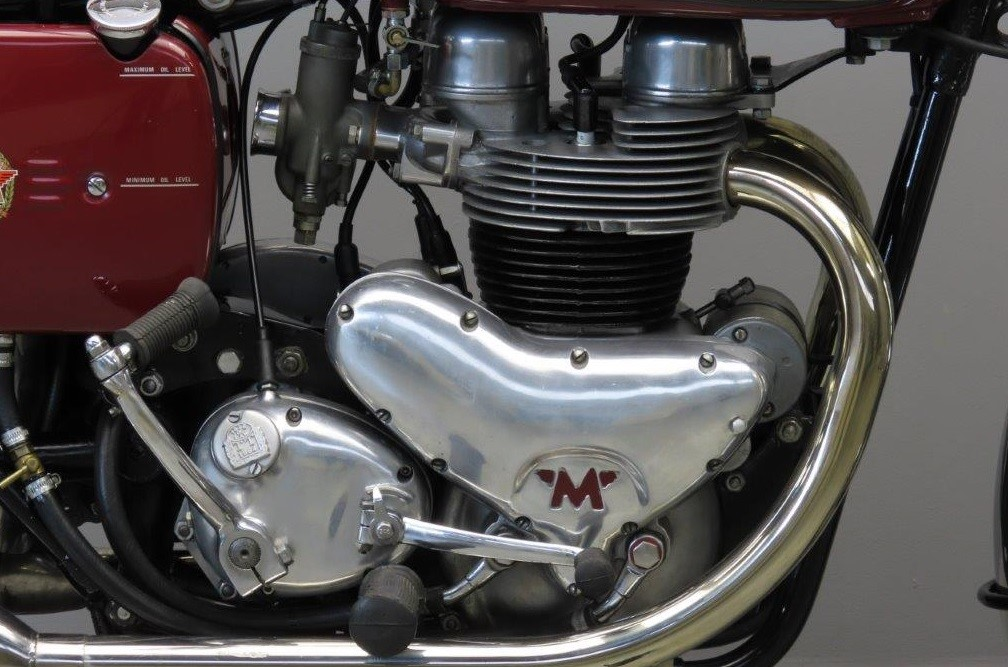
Het carter werd herzien i.v.m. de langere slag. De vierversnellingsbak stamt van Norton, dat sinds 1953 deel uitmaakte van Associated Motor Cycles.
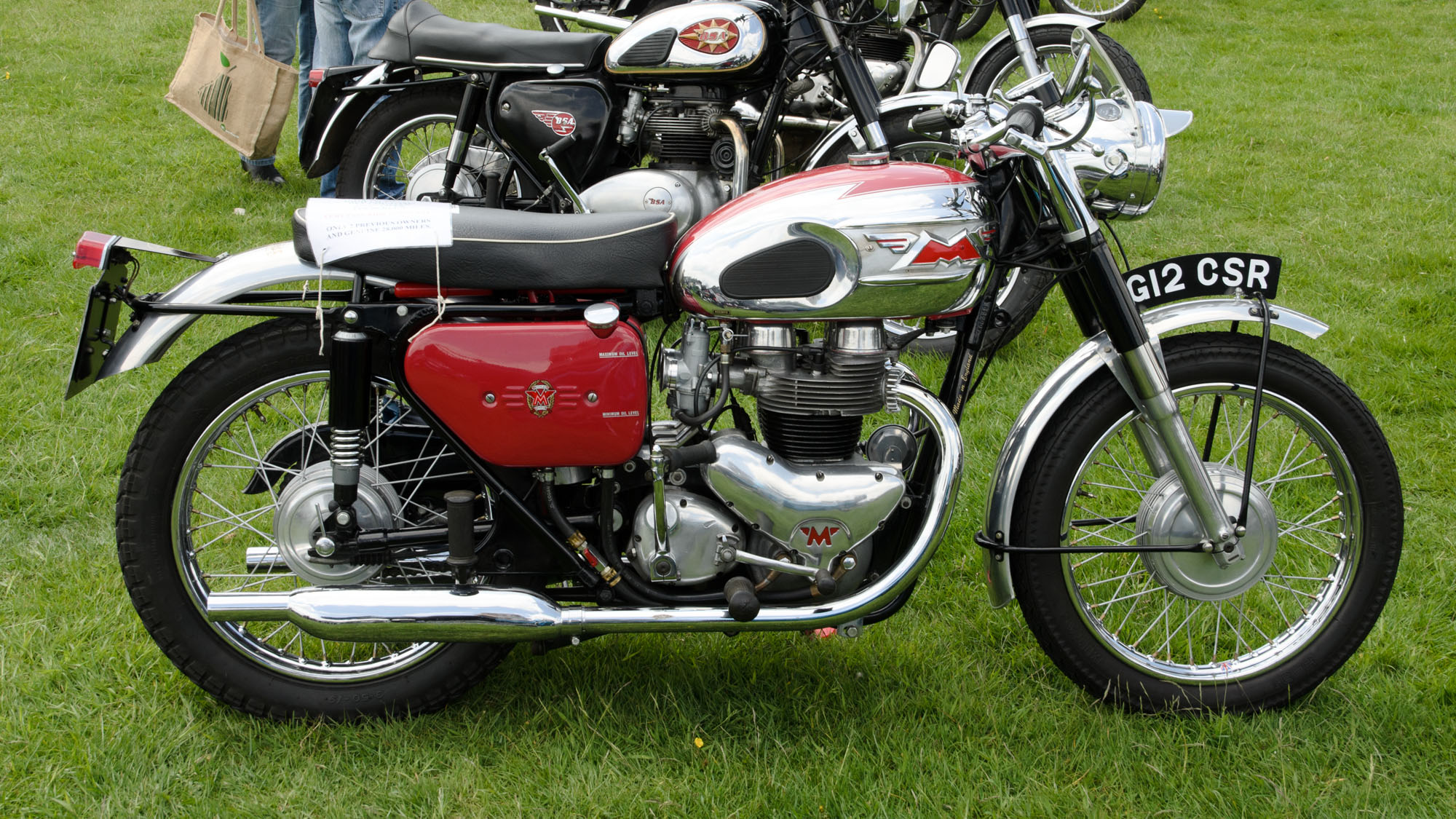
Matchless G12 uit 1964
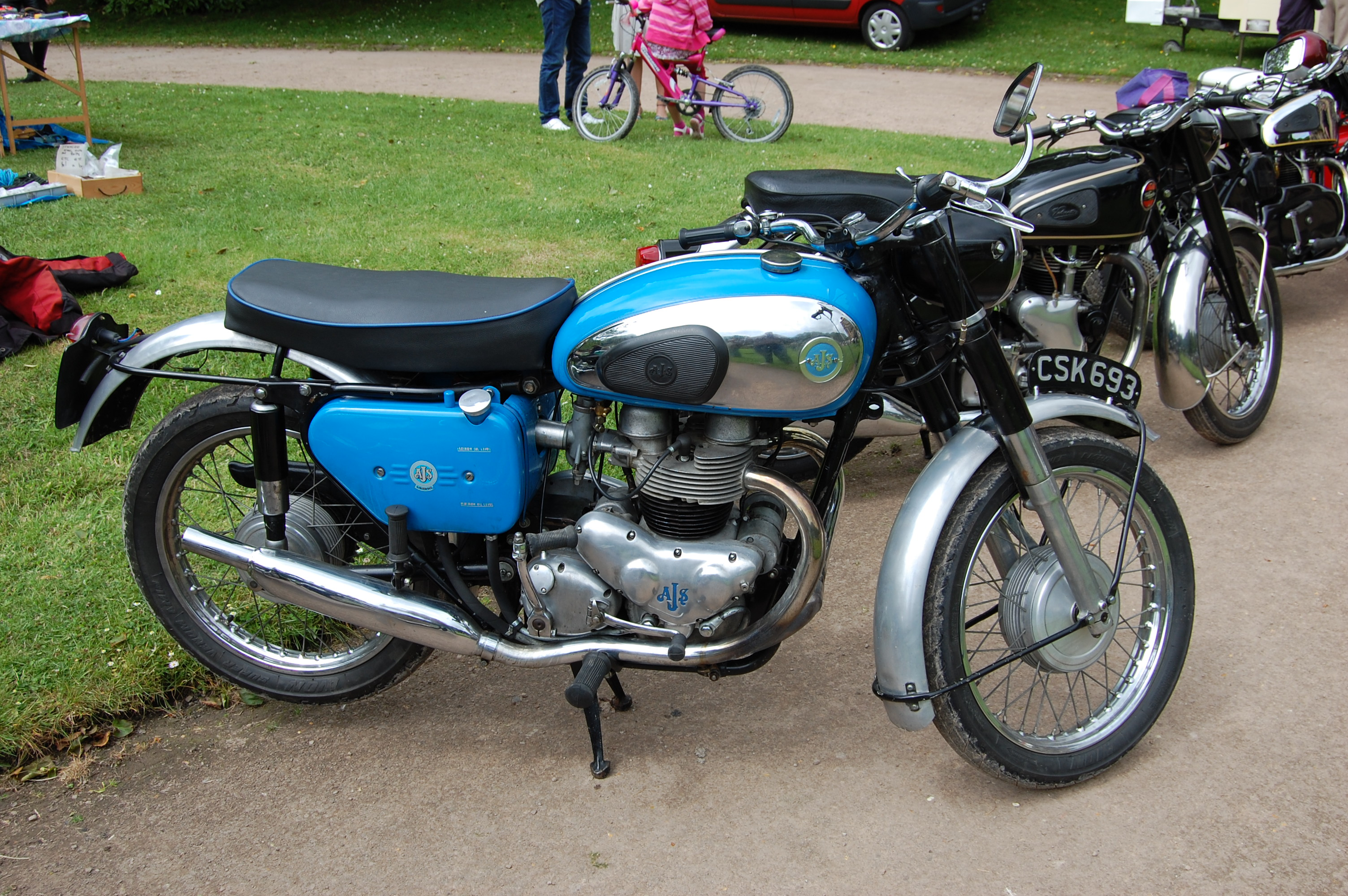
Het zustermodel AJS Model 31
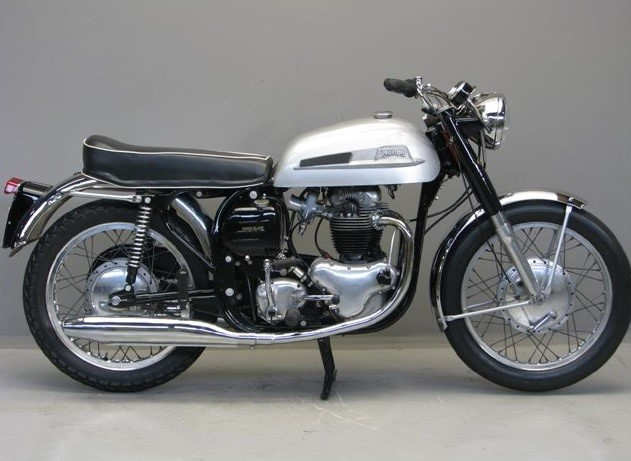
Concurrent in eigen (AMC) huis: Norton 650 SS uit 1962 met het Slimline frame dat de G12 CSR in 1964 ook kreeg.
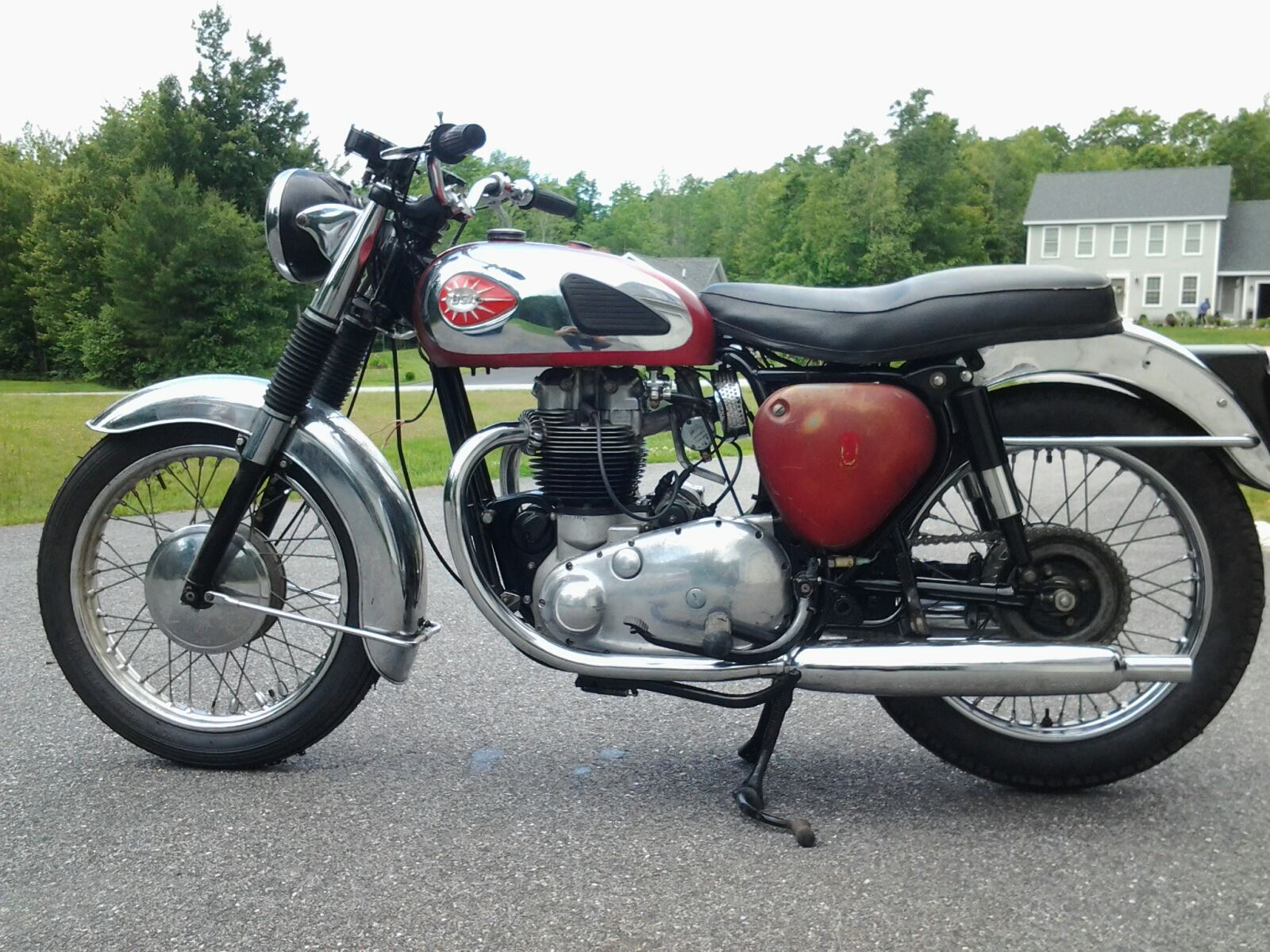
Concurrent: BSA A10R Super Rocket uit 1963
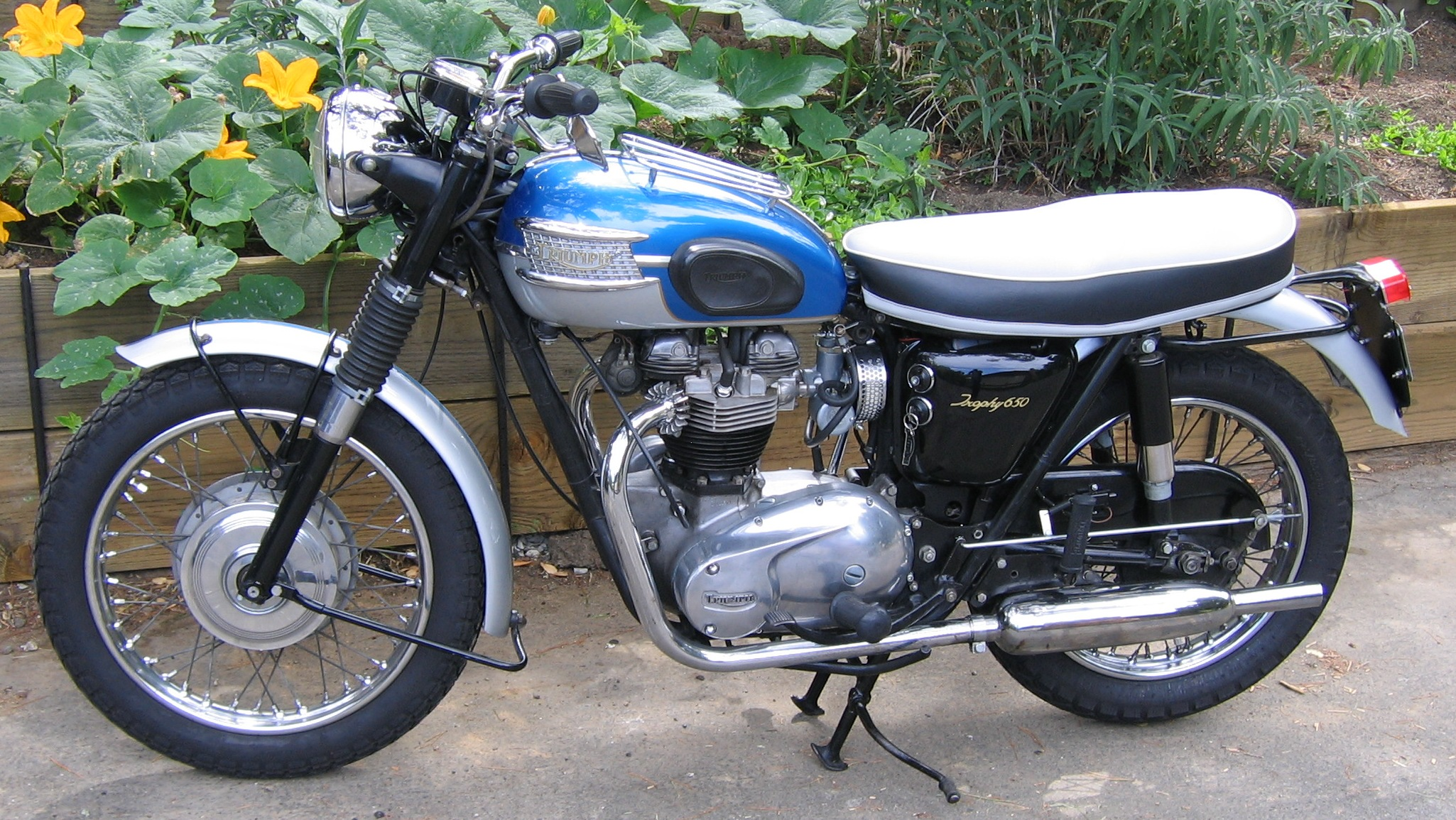
Concurrent: Triumph TR6 Trophy uit 1964
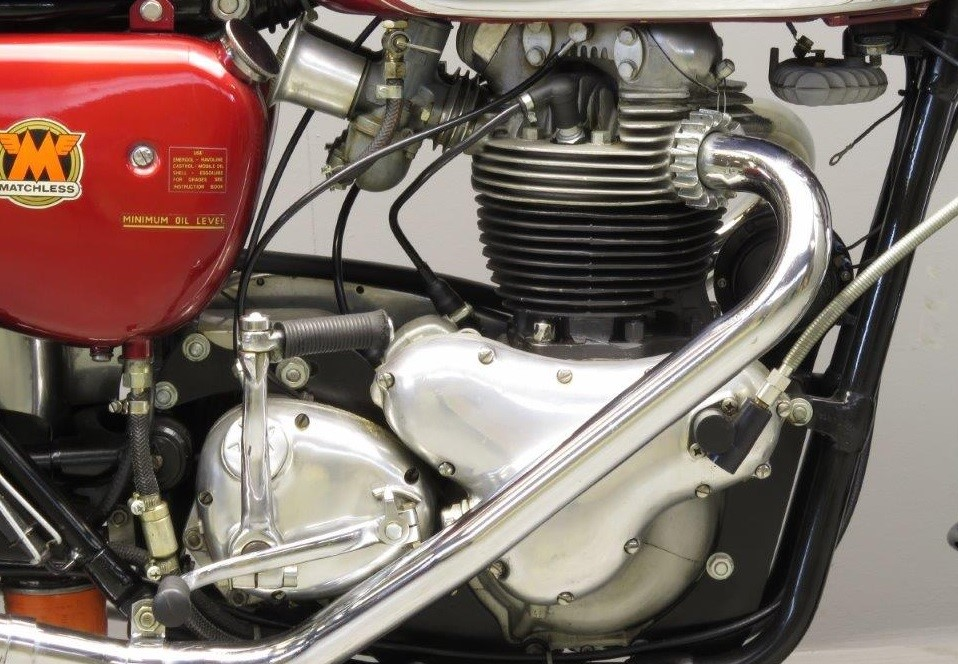
De opvolger Matchless G15 CSR kreeg de 750cc-motor van de Norton Atlas.